# Алжиро-белорусские отношения
Белорусско-алжирские отношения — дипломатические отношения между Республикой Беларусь и Алжирской Народной Демократической Республикой, которые установлены 24 октября 1995 года.
Государства являются странами-партнëрами БРИКС.

## Двухсторонние отношения
Официальные встречи
Встречи президентов Беларуси и Алжира произошли в рамках Саммита тысячелетия в Нью-Йорке, в сентябре 2000 года, а также на Саммите Движения неприсоединения в Гаване в 2006 году. Алжир с визитами посетили министры обороны в 2002 и 2005 гг., иностранных дел в 2003 году, делегация Министерства сельского хозяйства и продовольствия Республики Беларусь в 2009 году.
В 2003 году Республику Беларусь посетил министр промышленности Алжира.
Работа посольств
Интересы Алжира в Беларуси представляет Чрезвычайный и Полномочный Посол Алжира в Российской Федерации и Республике Беларусь по совместительству Смаил Шэрги.
В мае 2014 года Указом Президента Республики Беларусь Чрезвычайный и Полномочный Посол Республики Беларусь в Египте С. А. Рачков назначен Чрезвычайным и Полномочным Республики Беларусь в Алжирской Народной Демократической Республике по совместительству.
Торговля
В 2018 году товарооборот между странами составил 200 миллионов долларов. Структура белорусского экспорта в Алжир формируется за счёт поставок грузовых автомобилей, тракторов, металлопроката, калийных удобрений, нефтепродуктов, шин. Основу алжирского экспорта составляют фосфаты кальция природные, фрукты и овощи.
Образование
В белорусских учреждениях образования подготовлены более 400 алжирских специалистов с высшим и средним специальным образованием, а также 14 кандидатов наук.
Сотрудничество парламентов
В Национальном собрании Беларуси VI созыва создана рабочая группа по сотрудничеству с Парламентом Алжира.